# Caernarfon Town
Caernarfon Town F.C. (in het Welsh Clw Peldroed Tref) is een voetbalclub uit Wales die uitkomt in de League of Wales. De club werd opgericht in 1876 en komt uit de stad Caernarfon.
Ondanks het feit dat Caernarfon al vele jaren bestond begon het pas in 1937 te voetballen onder de huidige naam en nam het datzelfde jaar voor het eerst deel aan de Welsh League (North), waar het tot 1980 bivakkeerde. In die periode wist de club twee keer het kampioenschap te behalen, in 1947 en 1966. In 1980 besloot de clubleiding dat het beter was om deel te gaan nemen aan een Engelse competitie, te weten de Lancashire Combination. Nog geen jaar later werd de overstap gemaakt naar de North West Counties. Na enkele jaren werd de ploeg in 1985 tweede in die competitie en mocht het deelnemen aan de NPL First Division. In het daaropvolgende seizoen (1986/1987) wist de ploeg (naar de maatstaven binnen het voetbal in Wales) te stunten in de FA Cup. Na te hebben gewonnen van Stockport County en York City werd de succesvolle serie van de ploeg door Barnsley gestuit. Vele jaren later, in 1995, ging de ploeg terug naar het thuisland waar het ging spelen in de League of Wales, waar het in het eerste seizoen zesde werd. De beste prestatie tot nog toe werd geleverd in het seizoen 1996/1997 toen de ploeg een vierde plaats wist te veroveren. In 2000 degradeerde de ploeg naar de Cymru Alliance, maar door het seizoen daarop kampioen te worden op dat niveau werd promotie weer afgedwongen.

## In Europa
Uitslagen vanuit gezichtspunt Caernarfon Town
| Seizoen | Competitie        | Ronde | Land                   | Club           | Totaalscore  | 1e W    | 2e W       | PUC |
| ------- | ----------------- | ----- | ---------------------- | -------------- | ------------ | ------- | ---------- | --- |
| 2024/25 | Conference League | 1Q    | Vlag van Noord-Ierland | Crusaders FC   | 3-3 (8-7 ns) | 2-0 (T) | 1-3 nv (U) | 1.0 |
|         |                   | 2Q    | Vlag van Polen         | Legia Warschau | 0-11         | 0-6 (U) | 0-5 (T)    | 1.0 |

Totaal aantal punten voor UEFA coëfficiënten: 1.0
Zie ook
- Deelnemers UEFA-toernooien Noord-Ierland
- Ranglijst van alle clubs die in de diverse Europa Cups zijn uitgekomen